# Ernst Busch (militaire)
Pour les articles homonymes, voir Busch et Ernst Busch.
Ernst Busch, né le 6 juillet 1885 et mort le 17 juillet 1945, est un Generalfeldmarschall allemand pendant la Seconde Guerre mondiale.

## Biographie
Ernst Busch est le fils du directeur de l'orphelinat royal de la fondation princesse-Françoise-Christine (de) d'Essen-Steele, Wilhelm Ernst Busch. Il commence sa carrière militaire à l'âge de douze ans en intégrant l'école des cadets de Bensberg en 1897. En 1901, il passe à l'école principale prussienne des cadets de Groß-Lichterfelde, où il obtient son baccalauréat en 1904 et est ensuite engagé dans l'armée prussienne en tant qu'aspirant. Après sa promotion, il est muté dans le 13e régiment d'infanterie à Münster en province de Westphalie. L'année suivante, il est promu lieutenant. En 1908, Busch est muté au 57e régiment d'infanterie à Wesel, où il sert jusqu'en 1913. Il est ensuite promu lieutenant le 16 juin 1913 et muté à l'école de guerre de Cassel, où il exerce les fonctions d'officier d'inspection.
Au début de la Première Guerre mondiale, Busch est muté comme commandant de compagnie dans le 56e régiment d'infanterie et sert sur le front de l'Ouest, dans les tranchées, pendant toute la durée de la Première Guerre mondiale. Il reçoit la médaille Pour le Mérite en 1918. Après la guerre, il demeure dans l'armée et est nommé inspecteur du transport des troupes en 1925. En 1930, il est élevé au rang de lieutenant-colonel et reçoit le commandement du 9e régiment d'infanterie. Il est alors réservé sur l'emploi des unités blindés et continue à défendre le primat de l'infanterie.
Du 15 octobre 1935 au 1er mars 1938 il commande la 23e Division d'Infanterie
Pendant l'invasion de la Pologne en 1939, Busch sert sous les ordres de Wilhelm List où il se signale alors pour la dureté du traitement qu'il préconise à l'encontre des soldats polonais séparés de leur unité. L'année suivante, il dirige la 16e armée allemande pendant la bataille de France, à l'issue de laquelle il est promu Generaloberst. Hitler lui attribue la croix de chevalier de la croix de fer pour le récompenser de ses efforts.

### Front de l'Est
Busch prend part à l'opération Barbarossa et, le 8 septembre 1941, sa 16e armée s'empare de Demyansk avant de prendre part au siège de Leningrad. Malgré une contre-attaque de l'Armée rouge, les troupes de Busch tiennent la ligne de Staraya à Ostashkov. Il est promu Generalfeldmarschall à la suite de la défense courageuse de sa position : cette défense aboutit à limiter les gains territoriaux de l'Armée Rouge.
À partir du mois novembre 1943, il commande le groupe d'armées Centre, à la place de Günther von Kluge, groupe d'armées dont les effectifs imposants masquent en réalité de nombreuses faiblesses. Dans les mois qui suivent, sous la pression de ses subordonnés, il propose un retrait limité sur des positions en cours de fortification, destiné à raccourcir la ligne de front et à reconstituer une réserve tactique et opérationnelle, mais, comme Jodl en janvier, il se heurte au refus furieux de Hitler. Face à ce refus, il donne des ordres conformes aux idées de Hitler, y compris contre les avis de ses subordonnés, notamment de Reinhardt, au sujet de l'érection de Vitebsk au rang de place forte. Ainsi, après son entrevue du 25 mai 1944, il applique la doctrine défensive de Hitler, la mise en place fortes, destinées à gêner la progression soviétique vers l'Ouest, contre l'avis de ses subordonnés.
Cependant, après une désastreuse défaite en Biélorussie, dont il a non seulement ignoré, mais aussi nié, la préparation, en dépit des renseignements collectés par ses subordonnés sur le terrain, il est considéré responsable de la débâcle, congédié par Hitler le 2 juillet 1944 et remplacé par le Generalfeldmarschall Walther Model.

### Front de l'Ouest, reddition et décès
En mars 1945, il est rappelé et placé à la tête du groupe d'armées nord-ouest. Busch a la mission de stopper l'avance du Field Marshal Bernard Montgomery et des Alliés en Allemagne avec l'aide de Kurt Student et sa 1re armée de parachutistes. En dépit d'un télégramme d'Alfred Jodl, Busch se rend à Montgomery le 2 mai 1945.
Il est envoyé dans un camp de prisonniers de guerre à Aldershot, en Angleterre ; il meurt peu après d’une crise cardiaque le 17 juillet.

## Nazisme
Authentiquement nazi, il bénéficie d'un avancement rapide durant la période précédant le conflit. 
Seul parmi ses pairs à considérer Mein Kampf également comme une source d'inspiration militaire, il est apprécié de Hitler. De plus, il multiplie, dans ses ordres du jour à ses troupes, les formulations nazies sur le primat des forces morales, le triomphe de la volonté. 
Au cours des dernières semaines de son commandement en Russie, après avoir affronté Hitler le 20 mai 1944, il applique sans esprit critique les préconisations militaires de Hitler, aboutissant à amplifier le désastre qui s'annonce ; il cite, devant ses subordonnés médusés, la devise de Hitler : « Le mot reculer n'existe plus. »